# Bisbat de Cabinda
El Bisbat de Cabinda  (portuguès: Diocese de Cabinda; llatí: Dioecesis Cabindana) és una seu de l'Església Catòlica a Angola, sufragània de l'arquebisbat de Luanda. El 2013 tenia 340.000 batejats al voltant de 457.000 habitants. Actualment és dirigida pel bisbe Filomeno do Nascimento Vieira Dias.

## Territori
La diòcesi comprèn la província de Cabinda a Angola. La seu episcopal es troba a Cabinda, on s'hi troba la Sé Catedral de Nossa Senhora Rainha do Mundo. Està dividida en 10 parròquies.

## Història
Nova diòcesi com a territori separat de l'arquebisbat de Luanda, fent-la sufragània de la mateixa Seu Metropolitana en 1984.
Cabinda és un enclavament angolès situat a 60 km de la resta d'Angola, entre la República del Congo i la República Democràtica del Congo i que des de fa anys és presa d'un conflicte sagnant, ignorat, entre l'exèrcit angolès i els guerrillers que reivindiquen la separació de l'enclavament d'Angola.

## Bisbes
El primer bisbe va ser Paulino Fernández Madeca, de 1984 a 2005, substituït per Filomeno do Nascimiento Vieira Dias Dias qui actualment ocupa la seu. Designat pel papa Joan Pau II al febrer de 2005, i va ser investit al juny de 2006. El seu nomenament es va veure aombrat per controvèrsies: alguns membres de l'església van expressar el seu descontentament davant la perspectiva de tenir un bisbe que no fos natural de la província. El bisbe va emetre un comunicat en el qual denuncia actes de violència i vandalisme perpetrats en la seva diòcesi per grups organitzats que no accepten la seva autoritat episcopal.

## Estadístiques
A finals del 2013, la diòcesi tenia 340.000 batejats sobre una població de 457.000 persones, equivalent al 74,4% del total.
| any  | població | població | població | sacerdots | sacerdots       | sacerdots       | sacerdots             | diaques | religiosos | religiosos | parroquies |
| ---- | -------- | -------- | -------- | --------- | --------------- | --------------- | --------------------- | ------- | ---------- | ---------- | ---------- |
| any  | batejats | total    | %        | total     | clergat secular | clergat regular | batejats por sacerdot | diaques | homes      | dones      |            |
| 1990 | 88.400   | 127.000  | 69,6     | 15        | 8               | 7               | 5.893                 |         | 10         | 25         | 7          |
| 1999 | 225.000  | 300.417  | 74,9     | 22        | 20              | 2               | 10.227                |         | 2          | 32         | 8          |
| 2000 | 210.315  | 300.450  | 70,0     | 24        | 22              | 2               | 8.763                 |         | 2          | 33         | 8          |
| 2001 | 225.150  | 300.627  | 74,9     | 26        | 24              | 2               | 8.659                 |         | 2          | 37         | 8          |
| 2002 | 225.150  | 300.627  | 74,9     | 24        | 22              | 2               | 9.381                 |         | 2          | 37         | 8          |
| 2003 | 225.150  | 300.627  | 74,9     | 27        | 25              | 2               | 8.338                 |         | 2          | 40         | 9          |
| 2004 | 225.150  | 300.627  | 74,9     | 23        | 21              | 2               | 9.789                 |         | 2          | 33         | 9          |
| 2006 | 233.000  | 311.000  | 74,9     | 25        | 22              | 3               | 9.320                 |         | 3          | 33         | 9          |
| 2012 | 331.000  | 445.000  | 74,4     | 31        | 24              | 7               | 10.677                |         | 8          | 56         | 10         |
| 2013 | 340.000  | 457.000  | 74,4     | 29        | 23              | 6               | 11.724                |         | 7          | 57         | 10         |